# 卢韦内
卢韦内（法語：Louverné，法語發音：[luvɛʁne]），法国西北部城市，卢瓦尔河地区大区马耶讷省的一个市镇，隶属于拉瓦勒区，其市镇面积为20.58平方公里，2022年1月1日时人口数量为4,345人，在法国城市中排名第2,510位。
卢韦内位于马耶讷省中部，省会拉瓦勒市区东北部，是拉瓦勒的一个卫星城。

## 地名来源
“卢韦内”一名可能来源于高卢人名“Lovernos”或日耳曼人名“Leubrannus”，其具体来源尚有待考证。
因采录和翻译标准不同，Louverné在中文谷歌地图以及中国地图出版社发行的《法国地图册》中被译为卢韦讷，而其法语原名在《世界地名翻译大辞典》、《世界地名译名词典》等资料中则被标记为Louverne。

## 历史
根据当地官方网站的论述，卢韦内始建于公元11世纪，中世纪末期当地长期为拉瓦勒附近的一个商业驿站。法国大革命后，卢韦内成为马耶讷省的一个市镇。工业革命期间，途径卢韦内的巴黎－布雷斯特铁路建成通车。二战后，随着拉瓦勒的城市扩张，卢韦内的人口数量有所增加，当地出现了新兴居民区。

## 地理

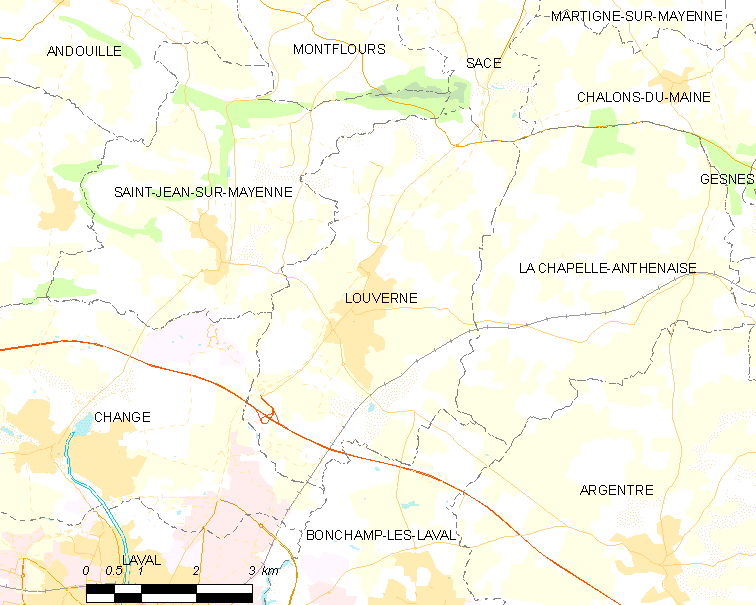
卢韦内市镇范围地图

卢韦内位于法国西北部，卢瓦尔河地区大区北部和马耶讷省中部，距离省会拉瓦勒大约7公里。与卢韦内接壤的市镇包括：邦尚莱拉瓦勒、尚热、拉沙佩勒昂特奈斯、萨塞、马耶讷河畔圣让。

### 地形
卢韦内位于马耶讷河谷左岸的一处浅丘地带，境内以浅丘为主，市镇中心地势较为平坦，全境海拔在58到138米之间。

### 水文
卢韦内位于卢瓦尔河流域内，巴尔贝溪（ruisseau de Barbé）自东北向西南流经境内。

### 植被
卢韦内属于温带阔叶混交林区，林地散落分布于市镇范围内的部分区域。
在鲜花城市的评比中，卢韦内被评为3星级鲜花城市。

### 气候
卢韦内在柯本气候分类法中属于温带海洋性气候。

## 行政区划
卢韦内是法国卢瓦尔河地区大区马耶讷省的一个市镇，编号为53140。卢韦内隶属于拉瓦勒区、马耶讷省第一选区以及邦尚莱拉瓦勒县，同时也是拉瓦勒城市圈公共社区的组成部分。
法国国家统计与经济研究所（简称）在进行数据统计时，未将卢韦内划入任何城市核心区，并将包括卢韦内在内的周边共46个市镇划为拉瓦勒城市区。自2020年起，拉瓦勒城市区被包含66个市镇的拉瓦勒城市辐射区代替。此外，还将卢韦内市镇整体看作一个“块区”（IRIS），以便于统计人口分布情况。

## 交通

### 公路
A81高速公路和法国国道N162线在卢韦内境内西南部交汇，通过3号出入口实现互通，此外连接多条马耶讷省省道在卢韦内境内交汇。
| 3 |

| 拉瓦勒 | 8 |

| 马耶讷 | 24 |

| 马耶讷河畔贡捷堡 | 38 |

2018年，86.2%的卢韦内家庭拥有至少一辆私人汽车。2018年，卢韦内境内共发生各类交通事故1起，造成1人受伤。

### 铁路
卢韦内位于巴黎－布雷斯特铁路上。卢韦内站位于市区东南部，停靠往返于勒芒和拉瓦勒一线的区域列车。

### 航空
距离卢韦内最近的民用航空站为雷恩机场，距离卢韦内市中心的公路里程约83公里。

### 城市公共交通
拉瓦勒城市公共交通（商业名称为）是当地的城市公共交通系统。截至2022年11月，该系统共包括十余条公交线路，其中公交N线和Tulib三号线经过卢韦内市区。

## 政治

### 市政内阁
卢韦内的现任市长为希尔薇·维耶勒女士（Sylvie VIELLE），她是一名左翼无党派人士，在2020年的市政选举中获得了100.00%的支持率（无其他候选人）。
在2022年的法国总统大选中，埃马纽埃尔·马克龙在卢韦内获得了68.59%的支持率。

## 人口
2018年，卢韦内市镇人口数量为4,386，在法国排名第2,510位。其中男性2,120人，女性2,266人，75岁及以上人口占7.4%，外籍人口数量为34人，人口密度为213人/平方公里，当地居民被称为（男性）或（女性）。2019年，卢韦内境内出生31人，死亡人口23人。
| 卢韦内1901年－2019年人口变化情况 |
|                                  |
| 数据来源：Cassini、INSEE         |

## 经济
卢韦内是拉瓦勒附近的一个卫星城，也是一个区域性的中心城市。截止2023年3月，卢韦内市镇范围内共有各类用人单位（包含自雇）466家，平均历史为16年，其中98.31%为中小型企业（PME），2023年1月至3月间，当地的经济活力指数为1.5%。 （汽车配件生产）、（房屋装潢）及（预制板生产）是当地2021年营业额最高的三个企业，分别为144,958,947欧元12,772,427欧元和7,977,637欧元。

## 财政与居民收入
2020年，卢韦内的财政收入总额为4,224,550欧元，财政支出总额为3,102,860欧元，当年的债务总额为3,070,170欧元。2021年，卢韦内共获得477,199欧元的国家财政补助，比上一年增加了1.85%。
2019年，卢韦内的人均月收入总额为2,163欧元，其中高级职员为3,587欧元，低于法国平均水平（4,230欧元）；中级职员为2,342欧元，低于法国平均水平（2,411欧元）；普通职员为1,763欧元，高于法国平均水平（1,740欧元）。
2018年，卢韦内境内的青壮年（15至64岁）失业率为6.8%，当地55.6%的家庭拥有纳税资格，平均纳税1,878欧元，低于法国平均水平（3,910欧元）。

## 社会事务

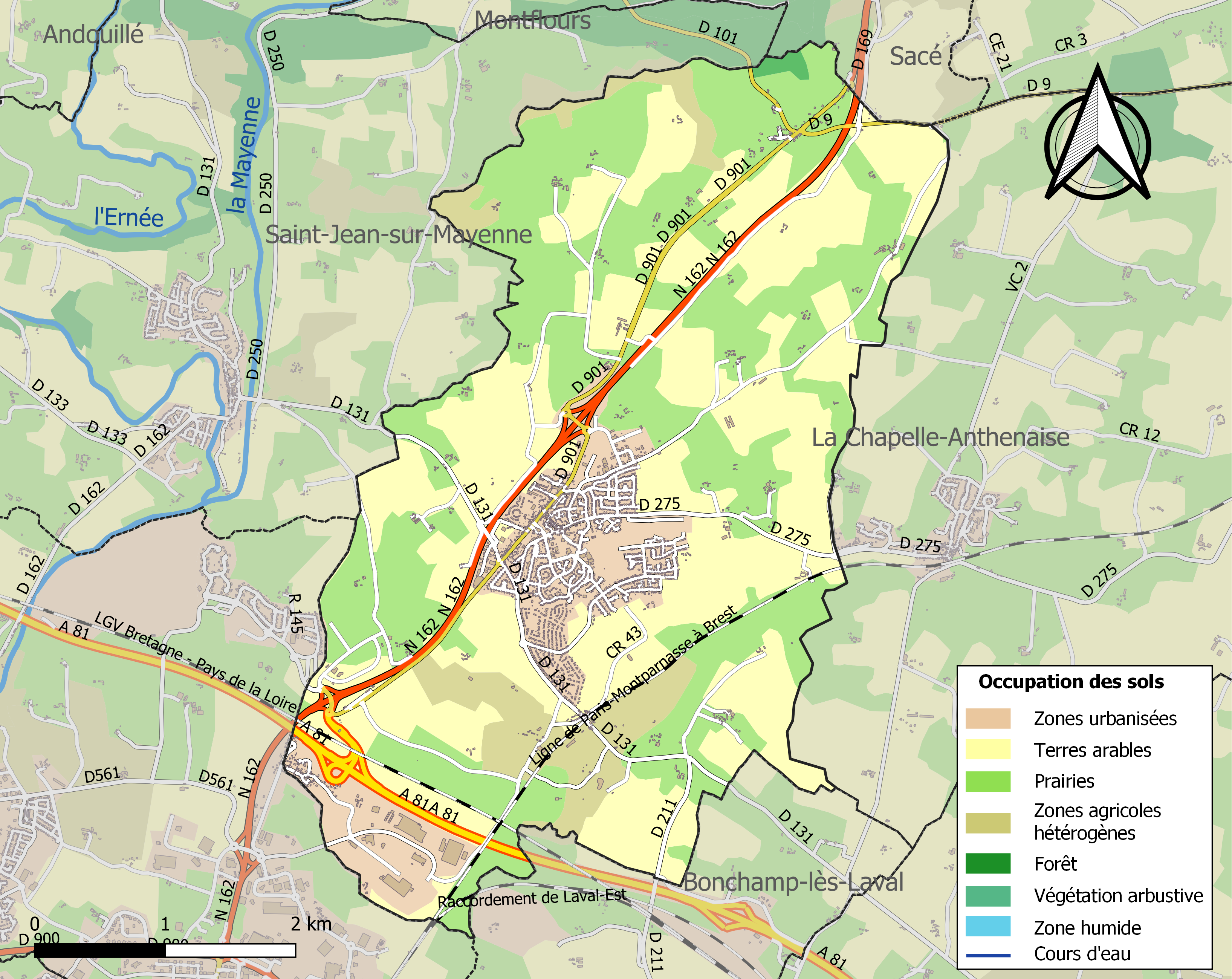
卢韦内土地利用情况地图

### 教育
卢韦内属于南特学区。截止2020年1月1日，卢韦内境内共有1所幼儿园和2所小学。

### 医疗
截止2020年1月1日，卢韦内境内共有全科医生3名、保健师6名、牙医4名和护士4名。境内共有药房1家。
距离卢韦内最近的区域性医疗机构为拉瓦勒中心医院（Centre Hospitalier de Laval），其主病区位于拉瓦勒市区西南部，距离卢韦内市区的正常车程在15分钟以内，该院设有床位673个，是当地规模最大的公立综合性医院。

### 住房
2018年，卢韦内境内共有各类住房1,868套，其中86.7%为独立式居民区，7.9%为集中式居民区。常住房屋占卢韦内市镇范围内居民建筑总量的94.1%。
在住房保障政策方面，2020年，卢韦内境内共有162户家庭获得了住房经济补助，受益人数占总人口数量的3.7%，其中150份为房租补助。

### 商业
2019年，卢韦内境内共有各类实体商铺52家，其中餐厅6家、大型超市1家、面包房3家、银行门店2家、美容美发店5家、汽车维修店6家。镇中心建有一家家乐福超市。

### 体育
2020年，卢韦内境内共有1间体育馆、3处网球场以及1处足球或橄榄球场。
截至2023年3月，卢韦内境内共有两家注册足球俱乐部。卢韦内体育俱乐部（Louverné Sports，编号508666）是当地的代表性足球队，其主队2022至2023赛季参加卢瓦尔河地区大区足球联赛乙组（法国第七级别），其主场为市政球场（Stade municipal）。

### 环境
卢韦内的环境事务由其所属的拉瓦勒城市圈公共社区负责。2019年，卢韦内境内暂无污染企业。

### 治安
卢韦内所在地是马耶讷河畔贡捷堡国家宪兵队（zone gendarmerie de Château-Gontier-sur-Mayenne）的管辖范围。2020年，该宪兵队辖区内共120个市镇累计发生各类案件3,061起，其中盗窃类案件1,294起，经济类案件576起，毒品交易类案件169起。

## 文化

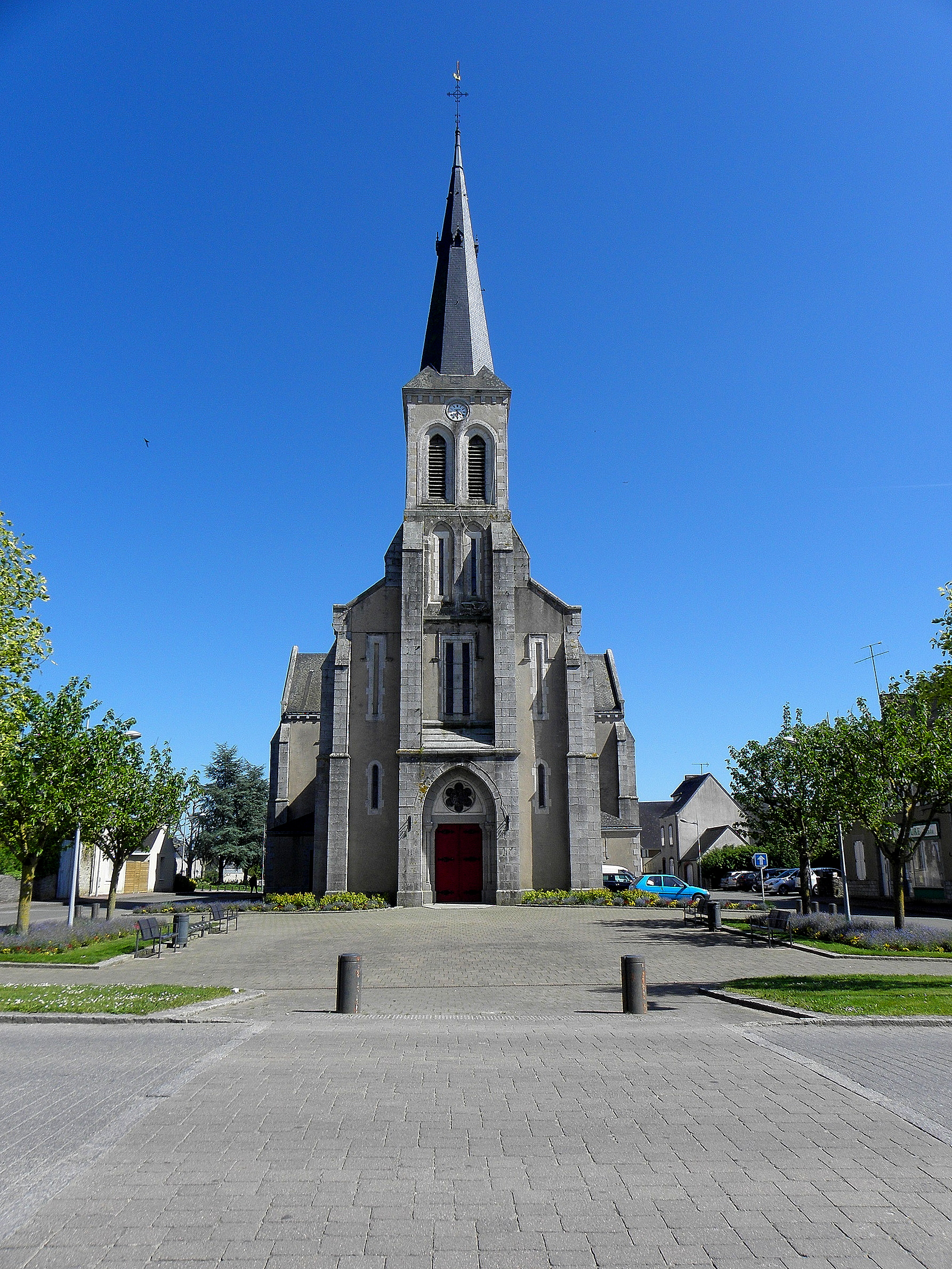
卢韦内圣心教堂

2020年，卢韦内境内暂无任何文化设施。卢韦内市政府提供多媒体中心，每周二至六向公众开放。

### 建筑
卢韦内境内有多处历史建筑，其中镇中心的卢韦内圣心教堂是当地的地标性建筑物。

### 旅游
卢韦内的旅游事务由其所属的拉瓦勒城市圈公共社区负责。2021年，卢韦内境内暂无任何游客接待设施。

### 媒体
法国主要的媒体均可在卢韦内接收，法国电视三台下属的卢瓦尔河地区大区频道在部分时段播出卢韦内所属区域的地方新闻。

## 友好城市
截至2022年11月，卢韦内共与一座城市互为友好城市关系：
- 德国 多瑙河畔贡德尔芬根